# Eso! El Coloso Viviente
Eso! El Coloso Viviente es un personaje ficticio que aparece en los cómics estadounidenses publicados por Marvel Comics. Inicialmente una estatua animada por un extraterrestre hostil, apareció por primera vez en la serie de antología de ciencia ficción Tales of Suspense #14 (febrero de 1961), en una historia dibujada por Jack Kirby (escritor desconocido).El fue revivido en Astonishing Tales # 21 (diciembre de 1973) por el escritor Tony Isabella y el artista Dick Ayers como protagonista de un largometraje de corta duración, en el que fue animado por un diseñador de efectos especiales en silla de ruedas.

## Historial de publicaciones
Eso! El Coloso Viviente debutó en la historia de ciencia ficción de 18 páginas "Yo creé el Coloso" en la serie de antología Tales of Suspense # 14 (febrero de 1961), publicada por el precursor de Marvel Comics en los años cincuenta y principios de los sesenta, Atlas Comics. Dibujado por la leyenda de la industria Jack Kirby y entintado por Dick Ayers, y con guion de un escritor no acreditado, este monstruo "pre-superhéroe de Marvel" regresó para una secuela de 13 páginas, "Coloso Vive De Nuevo", del mismo equipo artístico, en el ahora cómic de Marvel Tales of Suspense # 20 (agosto de 1961).Las dos historias se reimprimieron, respectivamente, en Monsters on the Prowl # 17 (junio de 1972) y 25 (septiembre de 1973).
El personaje fue revivido en Astonishing Tales #21 (diciembre de 1973) por el escritor Tony Isabella y el artista Dick Ayers, quienes dibujaron y rotularon las historias. El artículo publicó cuatro números, hasta el número 24 (junio de 1974).
Isabella dijo en 2001 que después de la historia de Theodore Sturgeon "¡Eso!" en Supernatural Thrillers #1 (diciembre de 1972) se había vendido bien, "Llegó la voz desde arriba de que Marvel debería hacer una serie 'Eso!'". Marvel ya tenía un monstruo de pantano parecido a Eso en el Hombre Cosa, por lo que, "al revisar las cifras de ventas de los últimos números de los libros reeditados de monstruos gigantes de Marvel, descubrimos los números que reimprimieron las historias de 'Coloso' de Jack Kirby [Monsters on the Prowl #17 y 25] se vendió mucho mejor que los otros números que se publicaron aproximadamente al mismo tiempo".
En 2009, Isabella dio más detalles y dijo al editor en jefe Roy Thomas:
...quería darme una serie para escribir y sabía que era un fanático de las películas de monstruos. Me pidió mi opinión sobre nuestro nuevo 'Eso' y fue entonces cuando me enteré [de la información de ventas de "Coloso". Le propuse que el nuevo 'Eso' fuera una continuación de esas historias, aunque en mi propuesta original, el héroe de efectos especiales de la segunda historia de Coloso se había casado con su novia actriz y ya había formado una familia con ella. Cualquier miembro de la familia habría podido activar y controlar al Coloso. Roy me llevó a la premisa más dramática del héroe paralizado.
Al evaluar la serie, Isabella dijo: "Fue un honor trabajar con Dick Ayers, uno de los artistas originales de los 'Cuatro Grandes' del Universo Marvel. Sin embargo, no creo que Dick estuviera en su mejor momento aquí. Marvel no lo estaba tratando muy bien y eso se notaba en su trabajo".
En una técnica de narración inusual para la época, Isabella hizo historias más largas que los cuentos de 15 páginas presupuestados insertando paneles o páginas reimpresas de historias de monstruos anteriores a los superhéroes de 1959-61. "Podría ampliar el número de páginas de las historias de 'Eso!' al mismo tiempo que incluyen historias de fondo que de otro modo habrían consumido algunas de esas nuevas páginas".
Si la serie hubiera continuado, dijo Isabella en 2009, "las historias posteriores habrían presentado a Goom y Googam... y un equipo con [el superhéroe] Thor para detener una invasión de la Tierra por parte de los Gigantes de la Tormenta de la leyenda nórdica".
[El editor] Al Milgrom lo sugirió, principalmente porque ya había reclutado a Carmine [Infantino] para dibujar la historia, y ambos recordábamos con mucho cariño todas las historias de superhéroes y ciencia ficción que Carmine dibujó en DC en los años 50 y 60 con gigantes, con énfasis en pies gigantes. ... Entonces Al sugirió usarlo, el personaje gigante más prescindible de Marvel del momento. Ya no estoy seguro de quién de nosotros decidió que era hora de molerlo hasta convertirlo en polvo, polvo, polvo, pero sí recuerdo que fue una broma amistosa intencional en la historia de Korvac de Jim Shooter en Avengers.

## Biografía ficticia
Eso! El Coloso Viviente era una estatua humanoide de piedra de 30 metros de altura construida por el escultor moscovita Boris Petrovski para protestar contra el opresivo gobierno de la Unión Soviética.Inicialmente se animó por la transferencia mental de un extraterrestre varado de la raza Kigor y arrasó Moscú. Cuando llegó el grupo de rescate del extraterrestre, los Kigors abandonaron el Coloso y regresaron a su mundo natal, dejando la estatua inanimada.Posteriormente, la estatua fue transportada a Los Ángeles, California y reanimada por los Kigors, quienes la usaron para atacar al Ejército de los Estados Unidos. Los Kigors fueron derrotados por el diseñador de efectos especiales de Hollywood Bob O'Bryan y la estatua volvió a quedar inanimada.
Más tarde, un accidente le quitó a O'Bryan el uso de sus piernas, lo que lo obligó a usar una silla de ruedas. La estatua fue robada por el malvado Doctor Vault, quien redujo su tamaño de 100 pies (30 m) a 30 pies (9,1 m). Animado por la transferencia mental de O'Bryan, Eso! luchó contra los secuaces de Vault y escapó. Eso! luego luchó contra otros monstruos enemigos.Más tarde, O'Bryan se curó y se casó con Diane Cummings. La estatua pasó a estar controlada por el Doctor Vault y fue destruida en la batalla con Hulk. El Doctor Vault murió cuando no pudo completar la transferencia de su mente de la estatua a su cuerpo,Eso fue reconstruido como un robot para que O'Bryan lo utilizara en sus películas.Más tarde, el original Eso! fue reconstituido por O'Bryan bajo el control de Lotus Newmark.
Después de una batalla con el Doctor Doom, Eso! se perdió en el Océano Pacífico cerca de las Islas Galápagos. O'Bryan perdió la conexión tanto con su cuerpo normal como con Eso! y su cuerpo quedó en estado vegetativo. Cinco años después, Deadpool ayudó a la sobrina de O'Bryan a recuperar el Coloso del fondo del océano y restaurar la mente de O'Bryan.
O'Bryan y Eso! estaban siendo considerados como un "recluta potencial" para el programa de la Iniciativa.
Eso! más tarde apareció en Isla Monstruo cuando Shadowcat y Magik aparecieron para buscar a una chica mutante llamada Bo.

## Poderes y habilidades
Bob O'Bryan se convierte en Eso! a través de la transferencia mental a una estatua de piedra animada y su composición había sido alterada por los Kigors. Tiene una fuerza, resistencia y durabilidad tremendas, así como la capacidad de volar mediante la manipulación de la gravedad. Como una estatua, Eso! puede sobrevivir bajo el agua sin aire. Sin embargo, es vulnerable al gas nervioso o noqueador, que obliga a la inteligencia de comando a regresar a su cuerpo original.
Las "terminaciones nerviosas psicoquinéticas especiales" implantadas por los Kigors lo que permiten a Eso! ser animado, ya sea directamente (como con esos extraterrestres) o por transferencia psíquica (como con O'Bryan).

## Otras versiones

### Clones de Eso! el Coloso Viviente
Reed Richards hizo un duplicado de Eso! utilizando el "Convertidor de materia inanimada iónica". El fue enviado para oponerse al Doctor Doom potenciado por el Cubo Cósmico.
Otro duplicado de Eso!, así como una segunda versión marrón de la criatura, luchó en nombre de la organización terrorista H.A.T.E., defendiendo la instalación secreta Estado 51 del escuadrón Nextwave.

## Otros personajes llamados Eso
Ha habido otros personajes en el Universo Marvel conocidos como "Eso". Éstas incluyen:
- Roger Kirk, era conocido como "Eso, la cosa que no podía morir" en Sobrenatural Thrillers #1. Kirk había muerto en 1929 y se convirtió en un monstruo de pantano creado a partir de su esqueleto reanimado y la vegetación que se acumuló alrededor de su esqueleto. Asesinó a quienes lo rodeaban hasta que cayó a un arroyo, que lavó el esqueleto.
- Una operación de Roxxon se conoció como "I.T." y estaba dirigido por Albert DeVoor. I.T. tuvo un alias diferente en cada mundo en un esfuerzo por iniciar una guerra nuclear entre la corriente Marvel Tierra (como Inter-Looking Technologies), Tierra-A (como Tecnocracias interrelacionadas) y la Quinta Dimensión (como Termodinámica interpolitana) para generar energía para Polemachus (ver Arkon). Esto ocurrió en Los Cuatro Fantásticos #160-163.
- En House of M: Fantastic Four #1, Ben Grimm, el único superviviente del desafortunado vuelo del transbordador espacial de Reed Richards y su tripulación, fue capturado y nombrado "el Eso" por Victor von Doom y era miembro de los Cuatro Temibles.
- En Tales to Astonish #92-93, un robot de origen desconocido fue llamado "Es el Silencioso". El se activó en el fondo del océano y luchó contra Namor el Submarinero. El fue destruido tras una colisión con un submarino.

## Recepción
Eso! El Coloso Viviente ocupó el puesto 27 en una lista de personajes monstruosos de Marvel Comics en 2015.